# Ndiassane
Ndiassane (ou N'Diâsâne) est un village du Sénégal, situé au nord-ouest du pays, non loin de Tivaouane. C'est la capitale spirituelle de la Qadiriyya – une confrérie soufi – au Sénégal et un lieu de pèlerinage annuel.

## Histoire
Ndiassane se trouve dans l'ancien royaume du Cayor.
Le village a été fondé en 1883 (1884, selon les sources) par Cheikh Bou Kounta.

## Administration
Le village fait partie de la communauté rurale de Cherif Lo du département de Tivaouane dans la région de Thiès.

## Géographie
Ndiassane vient de Ndankh premier village fondé par Cheikh Bounama Kounta.
Les localités les plus proches sont Cherif Lo, Yendane, Tivaouane, Santhiou Pire, Keur Matialéne, Keur Khaly Sokhna, Keur Yoro Sadio, Ndia, Ndjitté, Wélla, Keur Birima et Ndiéné. Les Villages dérivaient de Ndiassane sont: Baliga, Thiawoune Mbambara, Senthiou Bouna, Nder, Nar, Gouye Yate et Kamatane à Kaolack.

### Population
En 2003, selon les estimations officielles, la population s'élevait à 1 357 personnes et 155 ménages.